# Igreja Reformada Presbiteriana na Índia
A Igreja Reformada Presbiteriana na Índia - IRPI - (em inglês Presbyterian Reformed Church in India  -  PRCI) é uma denominação presbiteriana, estabelecida no Sul da Índia, em 2015, como resultado do trabalho missionário da Igreja Presbiteriana do Brasil (posteriormente auxiliados pela Igreja Presbiteriana da Austrália) em Goa, Maharashtra e Chatisgar.

## História
As igrejas presbiterianas são oriundas da Reforma Protestante do século XVI. São as igrejas cristãs protestantes que aderem à teologia reformada e cuja forma de organização eclesiástica se caracteriza pelo governo de assembleia de presbíteros. O governo presbiteriano é comum nas igrejas protestantes que foram modeladas segundo a Reforma protestante suíça, notavelmente na Suíça, Escócia, Países Baixos, França e porções da Prússia, da Irlanda e, mais tarde, nos Estados Unidos.
Em 2015, missionários da  Igreja Presbiteriana do Brasil (posteriormente auxiliados pela Igreja Presbiteriana da Austrália) começaram o trabalho de plantação de igrejas em em Goa, Maharashtra e Chatisgar. Como resultado, 10 igrejas foram organizadas. Estas igrejas, em conjunto, formaram a Igreja Reformada Presbiteriana Na Índia desde então.
Posteriormente, a denominação formou um seminário para formar líderes indianos.

## Doutrina
A IRPI subscreve o Credo dos Apóstolos, Credo de Atanásio, Credo Niceno-Constantinopolitano, Confissão de Fé de Westminster, Breve Catecismo de Westminster, Catecismo Maior de Westminster e as Três Formas da Unidade (Confissão Belga, Catecismo de Heidelberg e Cânones de Dort).

## Relações Intereclesiásticas
A denominação é membro da Fraternidade Reformada Mundial e Fraternidade Presbiteriana e Reformada da Índia.